# Vidrio Tiffany

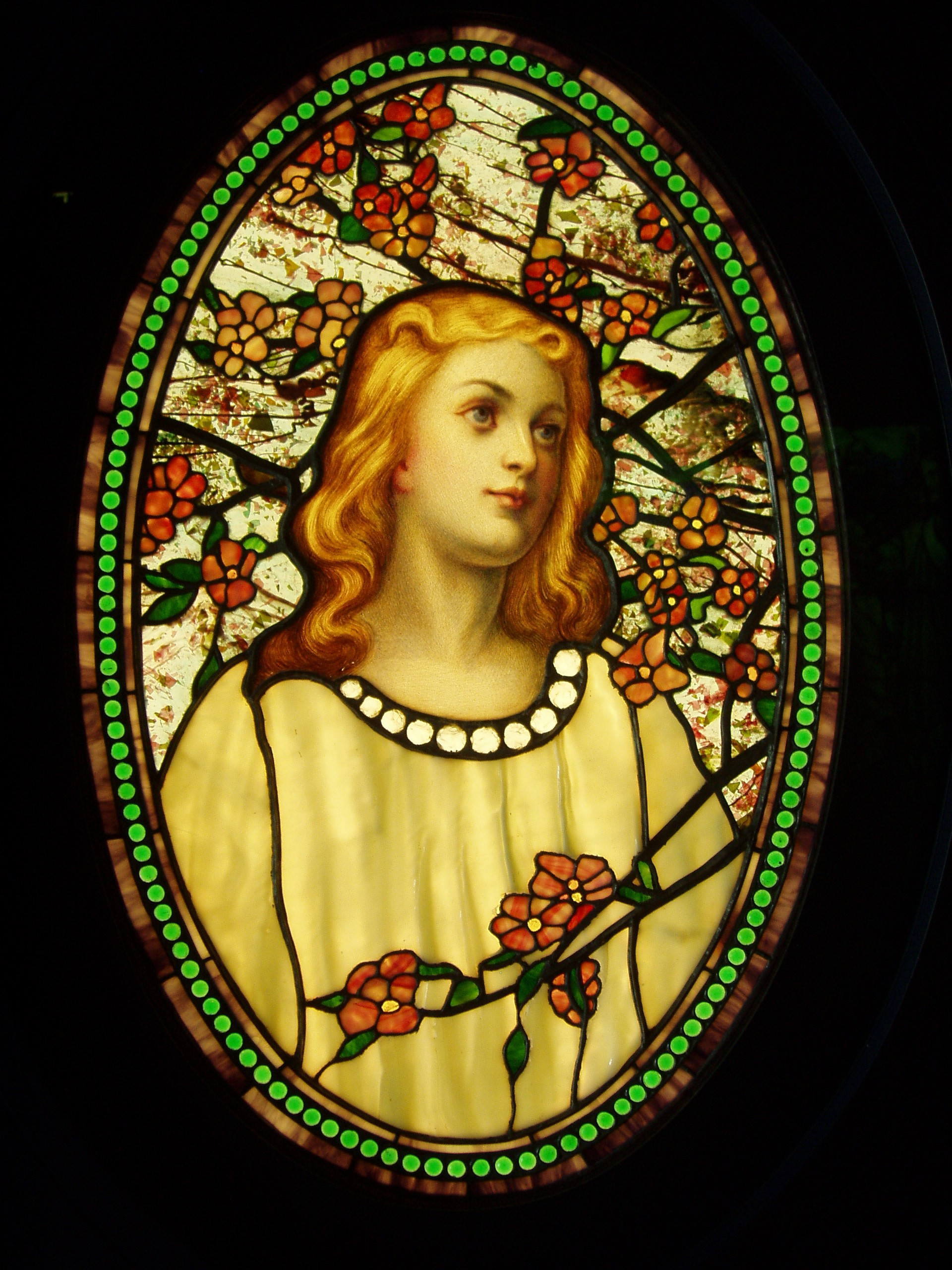
Chica con Flores de Cerezo ilustra los muchos tipos de cristal empleado por Tiffany que incluyendo la pintura policromada de la cara, el vidrio del tejido para el vestido, el vidrio opalescente para las flores, el cristal entreverado en el borde, el cristal fracturado en la serpentina del fondo y lo que puede ser cristal iridiscente en los abalorios.

Vidrio Tiffany es el nombre de los muchos y diversos tipos de vidrio desarrollados y producidos desde 1878 a 1933 en la empresa Tiffany Studios en Nueva York, por Louis Comfort Tiffany y un equipo de diseñadores, entre ellos Clara Driscoll.
En 1865, Tiffany viajó a Europa, y en Londres visitó el museo de Victoria y Alberto, cuya extensa colección de vidrios romano y sirio le impresionó profundamente. Admiró la coloración de los vitrales medievales y se convenció de que la calidad del vidrio contemporáneo podría mejorarse. En sus propias palabras, los "Ricos tonos son debidos en parte al uso de metales con impurezas, y en parte al grosor desigual del vidrio, pero aún más porque el fabricante de vidrio de entonces no usaba pintura".
Tiffany fue un diseñador de interiores, y en 1878 su interés giró hacia la creación de vitrales, cuando abrió su propio estudio propio y fundición de vidrio porque era incapaz de encontrar los tipos de vidrio que deseaba en decoración de interiores. Su inventiva como diseñador de ventanas y como productor del material con las que crearlas le hizo famoso.  Tiffany quería un vidrio que transmitiera textura y ricos colores y desarrolló un tipo de vidrio llamado Favrile.

## Tipos de Vidrios

### Vidrio opalescente
El término "vidrio opalescente" se utiliza generalmente para describir vidrio con más de un color, fusionado durante la fabricación, a diferencia del vidrio centelleado en el que los dos colores pueden ser laminados, o el vidrio plateado producto de la aplicación de una solución de nitrato de plata,  virando el vidrio rojo a naranja y el azul a verde. Algún tipo de vidrio opalescente fue utilizado por varios estudios de vitrales en Inglaterra durante las décadas de 1860, 1870 y posteriormente, en particular Heaton, Butlr y Bayne. Su uso llegó a ser cada vez más común. El vidrio opalescente es la base para la gama de vidrios creados por Tiffany.

### Vidrio Favrile
Tiffany patentó  el Vidrio Favrile en 1892. El vidrio Favrile a menudo tiene una característica peculiar que es común a algunos vidrios de la antigüedad Clásica:  posee una iridiscencia superficial. Esta iridiscencia causa que la superficie brille, pero también causa un grado de opacidad. Esto el efecto iridiscente del vidrio fue obtenido al mezclar colores diferentes de vidrio juntos mientras estaba caliente.

Según Tiffany:
"El vidrio Favrile está caracterizado colores brillantes o de tonos profundos, normalmente iridiscentes como las alas de algunas mariposas americanas, los cuellos de palomos y pavos reales, las cubiertas del ala de ciertos escarabajos."

### Vidrio veteado
El vidrio veteado está formado por un patrón de vetas hechas de vidrio y fijadas sobre su superficie de un vidrio fundido. Tiffany hizo uso de esta textura para representar, por ejemplo, ramas, ramitas y hierba.
Las vetas utilizadas deben ser preparadas a partir de pasta de vidrio a alta temperatura. Se ponen en el extremo de un rodillo de metal y se mueven rápidamente a un lado y otro para conseguir vetas de vidrio largas y finas que rápidamente se enfrían y solidifican. Estos finos hilos de vidrio estirados a mano se presionan sobre la superficie fundida durante el proceso de laminado, y se fusionan de forma permanente

### Vidrio de fracturado
El  vidrio fracturado  se refiere a una lámina de vidrio con un patrón de forma irregular formado por obleas de vidrio que se fijan a su superficie. Tiffany hizo uso de este vidrio con textura para representar, por ejemplo, follaje visto a distancia.
Las obleas de vidrio irregulares, llamadas fracturas, se preparan con pasta de vidrio fundido de color, muy caliente, colocado en un soplete. Se sopla con fuerza formando una gran burbuja hasta que sus paredes sean muy delgadas, se enfríen y endurezcan. La pared, fina como el papel, se rompe en fragmentos. Estos fragmentos de soplado a mano son presionados sobre la superficie de la hoja de vidrio fundido durante el proceso de laminación, quedando fusionados de forma permanente

### Vidrio veteado-fracturado
El vidrio veteado-fracturado consiste en una hoja de vidrio con un patrón mixto de vetas de vidrio y un patrón irregular de obleas de vidrio delgado, fijado a su superficie. Tiffany hizo uso de esta textura de vidrio para representar, por ejemplo, ramitas o hierba, y follaje visto a distancia.
El proceso es una combinación de los dos anteriores tipos de vidrio incorporando hilos y obleas de vidrio, ya fríos, a la pasta de vidrio caliente durante el proceso de laminación.

### Vidrio moteado
El vidrio moteado aplica al vidrio plano con un moteado formado por elementos opacos, localizados y tratados térmicamente situados en el proceso de crecimiento del cristal. El vidrio moteado fue inventado por Tiffany en el siglo XX. Es un estilo distintivo de Tiffany que obtenía jarrones de vidrio que contenían una variedad de motivos a menudo extraídos de detalles pintados en los que se basaba.
Cuándo el Estudio Tiffany cerró en 1928, la fórmula secreta para hacer el vidrio moteado fue olvidada y se perdió. El vidrio moteado fue redescubierto en los sesenta por Eric Lovell de Uroboros Glass.  Tradicionalmente usado para detalles orgánicos de hojas y otros elementos naturales, el vidrio moteado encontró también un sitio en las obras contemporáneas cuándo se desean patrones abstractos.

### Vidrio estriado
El vidrio estriado es aquel que tiene una textura con marcadas ondas en la superficie. Tiffany hizo uso de este tipo de vidrio para representar, por ejemplo, agua o venas de hoja.
La textura se crea durante el proceso de formación de la hoja de vidrio. Se forma una hoja de pasta de vidrio con un rodillo que gira sobre sí mismo mientras se desplaza adelante. Normalmente el rodillo gira a la misma velocidad que la del desplazamiento, muy similar a una apisonadora allanamiento asfalto, consiguiendo una lámina resultante de superficie lisa. En la fabricación de vidrio ondulado, el rodillo gira más deprisa que su propio movimiento hacia adelante. Las ondulaciones conseguidas se mantienen cuando el vidrio se enfría.

### Vidrio cortina
El vidrio cortina es aquel que está plegado fuertemente y que simula pliegues de tejido. Tiffany hizo un uso abundante del vidrio cortina en las ventanas emplomadas de iglesias para añadir un efecto tridimensional de ropas y alas de ángel flotante, y para imitar con naturalidad los pétalos de magnolia.
Para producir este vidrio se requiere habilidad y experiencia. Un rodillo de mano de pequeño diámetro se pasa con fuerza sobre una hoja de pasta de vidrio para producir ondas pesadas, que se doblan plegando la hoja. Las ondas se vuelven rígidas y permanente cuando el vidrio se enfría. Cada hoja producida a partir de este proceso artesanal es única.

## Ubicaciones y colecciones

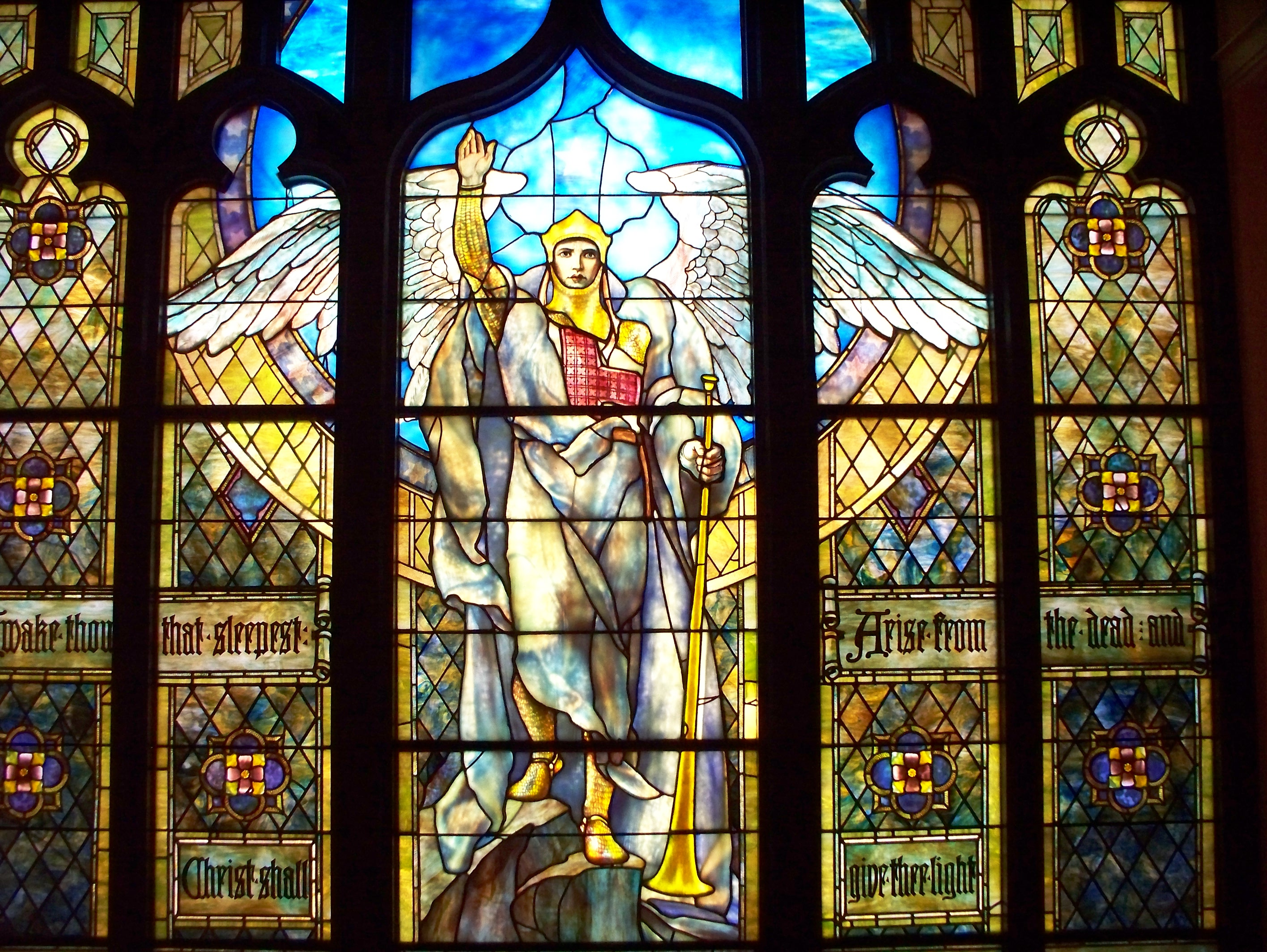
El Ángel de la Resurrección, Louis Confort el trabajo de Tiffany en la Primera iglesia Presbiteriana, Indianapolis (1905)

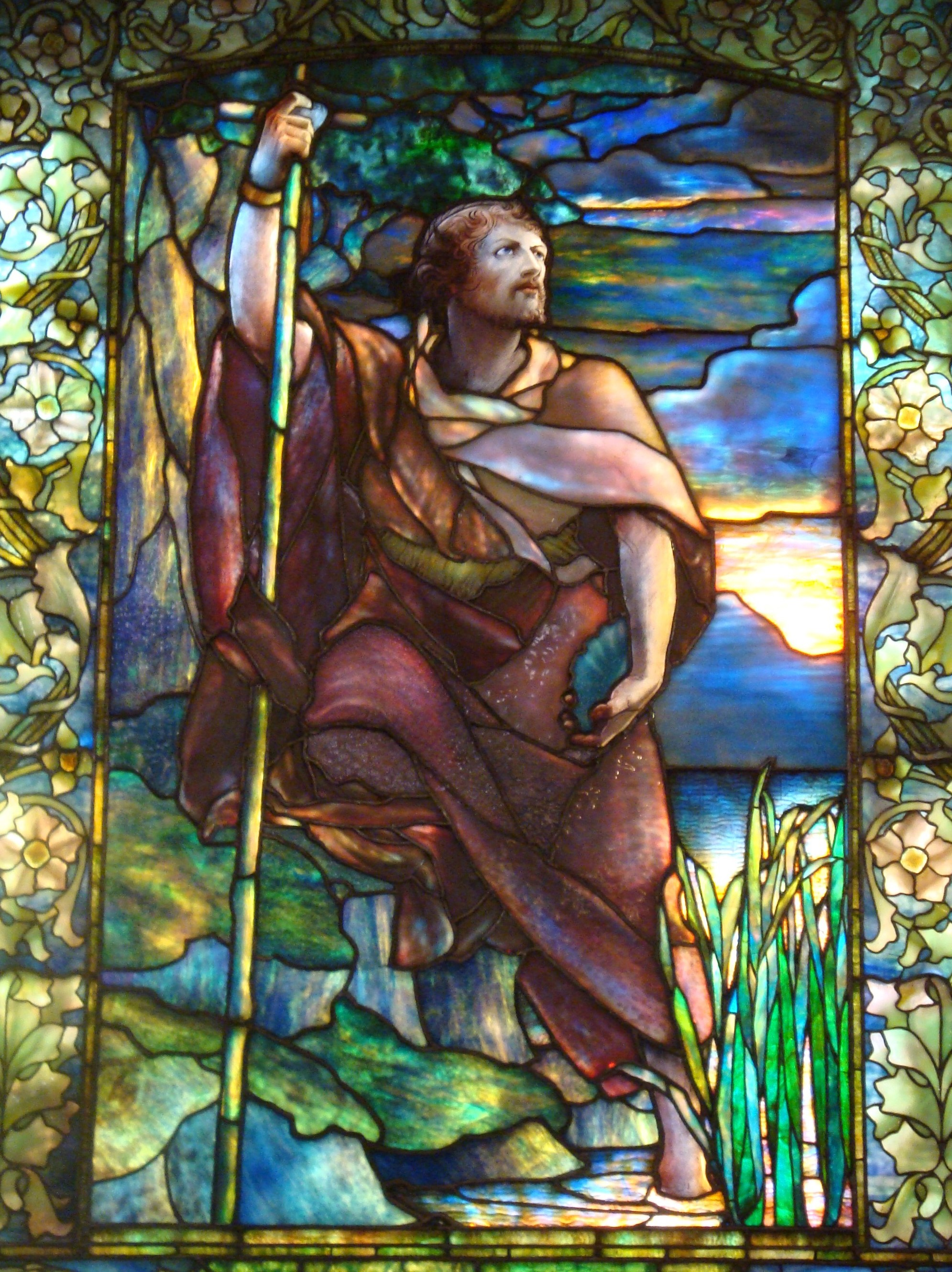
San Juan Bautista, Iglesia de la calle Arlington, Boston

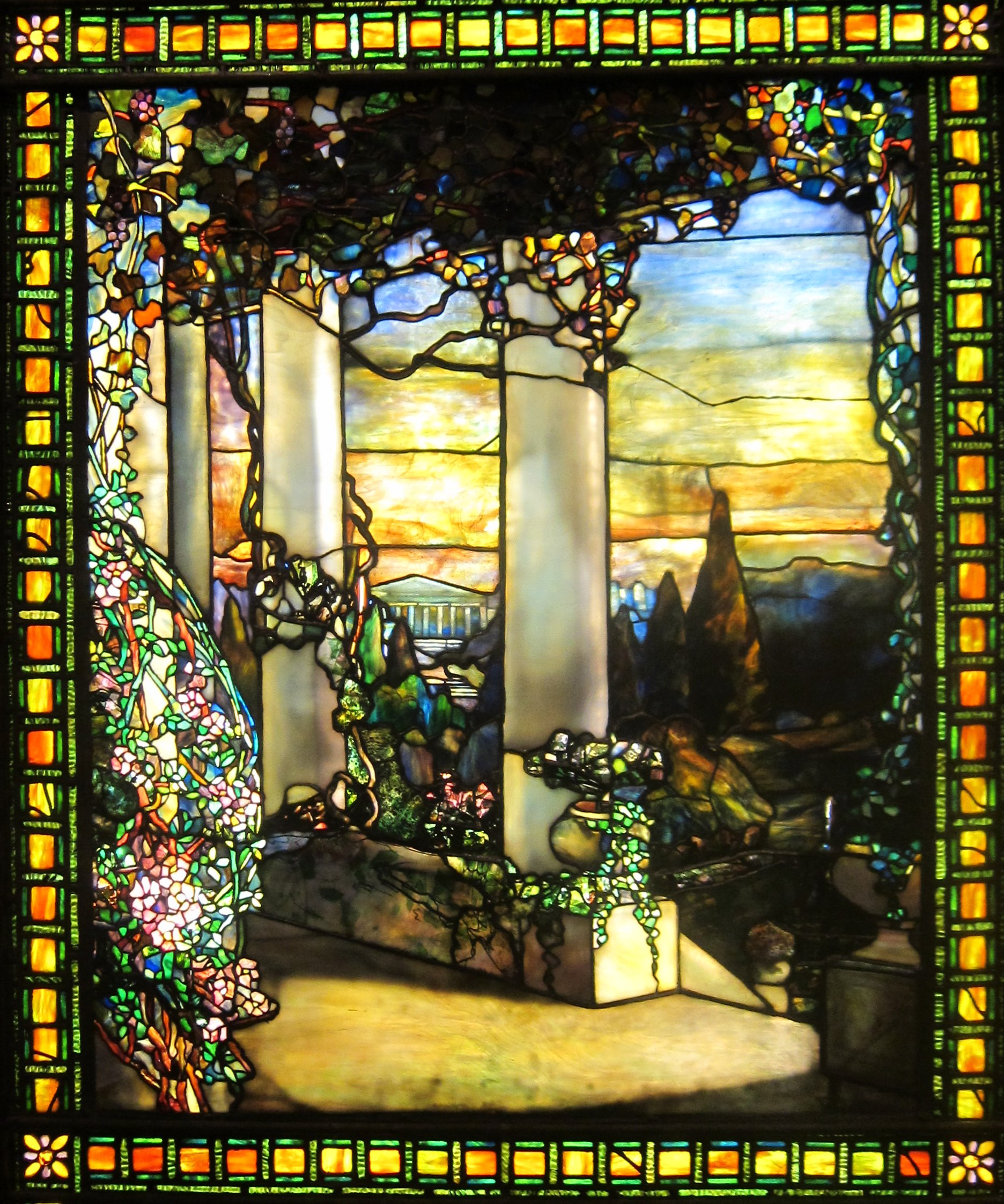
Paisaje con un templo griego por Louis Comfort Tiffany, c. 1900, Museo de Arte de Cleveland

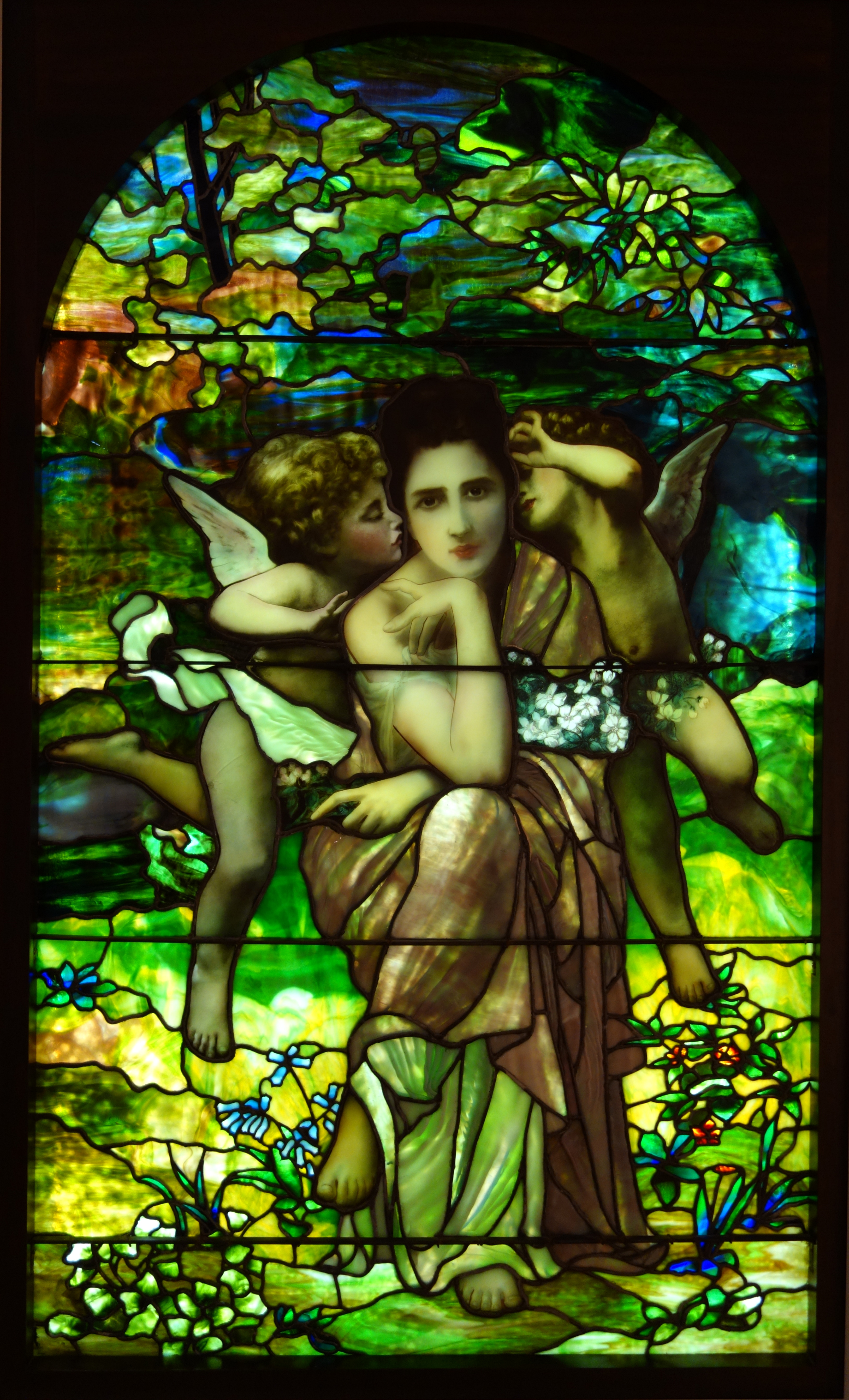
Canciones de Primavera, copiado de la pintura de William-Adolphe Bouguereau, atribuido a Louis Comfort Tiffany, Tiffany Glass and Decorating Company - New Britain Museum of American Art - DSC09676

### Vidrierasin situ

#### México
- Ciudad de México – Gran Hotel Ciudad de México[5]
- Ciudad de México – Palacio de Bellas Artes[6]

#### Estados Unidos
- California
  - Mare Island, Vallejo – Capilla de St. Peter[7]
- Florida
  - San Agustín (Florida) – Flagler College
- Georgia
  - Macon – Iglesia Episcopaliana de St. Paul
- Illinois
  - Chicago – Macy's en State Street, anteriormente Marshall Field's
  - Chicago – Segunda Iglesia Presbiteriana en South Michigan Avenue
- Indiana
  - Indianapolis – Segunda Iglesia Presbiteriana
- Iowa
  - Dubuque – Iglesia Metodista de St. Luke
- Kansas
  - Topeka – Primera Iglesia Presbiteriana
- Maryland
  - Baltimore – Iglesia Presbiteriana Brown Memorial
- Massachusetts
  - Boston – Iglesia de Arlington Street
  - Boston – Iglesia de la Alianza
- Míchigan
  - Magnífico Rapids – Templo Emmanuel
- Misuri
  - Ciudad de Kansas - Iglesia Episcopaliana de St. Mary
  - Kirkwood - Iglesia Episcopaliana de Grace
- Nuevo Hampshire
  - Bretton Woods, New Hampshire – Mount Washington Hotel.
- Nueva Jersey
  - Hackensack – Segunda Iglesia Reformada
  - Nuevo Brunswick – Capilla Kirkpatrick de la Universidad Rutgers[8][9]
- Nueva York
  - Albany – First Presbyterian Church of Albany[10]
  - Albion – Pullman Memorial Universalist Church
  - Auburn – Willard Memorial Chapel-Welch Memorial Hall
  - Briarcliff Manor – Iglesia Congregational[11]
  - Brooklyn – 
    - Brown Memorial Baptist Church and church house[12]
    - Complejo Flatbush Dutch Reformed Church y casa parroquial
    - First Unitarian Congregational Society y capilla del Rev. Donald McKinney

  - Irvington –
    - Iglesia Presbiteriana de Irvington
    - Sala de Lectura, Ayuntamiento de Irvington

  - Manhattan –
    - Colegiata del West End
    - Iglesia Episcopaliana de St. Michael, New York, Amsterdam Avenue
    - New-York Historical Society, Central Park West[13]

  - Roslyn, Iglesia Episcopal de la Trinidad[14]
  - Saugerties – Escuela Santa María de la Nieves, 36 Cedar Street
- Ohio
  - Dayton – 
    - Westminster Presbyterian Church, 125 N. Wilkinson Street[15][16]
    - Cementerio Histórico de Woodland , 118 Woodland Avenue[17]
- Pensilvania
  - Franklin – Iglesia Episcopaliana de St. John
  - Municipio de Montgomery – Robert Kennedy Memorial Presbyterian Church
  - Philadelphia – Iglesia de la Santa Trinidad
  - Philadelphia – Primera Iglesia Presbiteriana
  - Williamsport – Centro de Culto de la Comunidad de Cristo, anteriormente Iglesia presbiteriana de la Alianza
- Tennessee
  - Chattanooga – Basílica de los Santos Pedro y Pablo[18]
  - Memphis – Iglesia Episcopaliana de San Lucas
- Texas
  - Galveston – Iglesia Episcopaliana de la Trinidad[19]
- Virginia
  - Richmond – Congregación Beth Ahabah
  - Petersburg – Blandford Church

** Staunton – Iglesia Episcopaliana de la Trinidad
- Washington
  - Seattle – Casa de Pierre P. Ferry House
- Wisconsin
  - Milwaukee – Iglesia Episcopaliana de S. Paul
  - Oshkosh – Museo Público de Oshkosh.[21]

#### Museos
- Colección de Vidrio Tiffany Neustadt, Long Island City, Nueva York[22]
- Galería de arte Haworth, Accrington, Inglaterra[23]
- Museo de Arte Americano de Charles Hosmer Morse, Winter Park, Florida[24]
- Virginia Museo de Bellas artes, Richmond, Virginia[25]
- Galería de arte Newcomb, Nueva Orleans, Luisiana[26]
- Sociedad Histórica de Nueva York, Ciudad de Nueva York, Nueva York[27]